# Gmina Šekovići
Gmina Šekovići (serb. Општина Шековићи / Opština Šekovići) – gmina w Bośni i Hercegowinie, w Republice Serbskiej. W 2013 roku liczyła 6323 mieszkańców.